# Comuna Hrîhorivka, Svitlovodsk
Hrîhorivka (în ucraineană Григорівка) este o comună în raionul Svitlovodsk, regiunea Kirovohrad, Ucraina, formată din satele Hrîhorivka (reședința), Iaremivka, Kobzarivka, Ovrahove și Perehrestivka.

## Demografie
Componența lingvistică a comunei Hrîhorivka
     Ucraineană (93,87%)
     Rusă (4,31%)
     Alte limbi (0,61%)
Conform recensământului din 2001, majoritatea populației comunei Hrîhorivka era vorbitoare de ucraineană (93,87%), existând în minoritate și vorbitori de rusă (4,31%).